# Elodina pseudanops
Espèce
Elodina pseudanops  est un insecte lépidoptère  de la famille des Pieridae, de la sous-famille des Pierinae et du genre Elodina.

## Dénomination
Elodina pseudanops a été nommé par Butler en 1882.

## Écologie et distribution
Elodina signata réside uniquement en Nouvelle-Calédonie à Lifou,.

### Protection
Pas de statut de protection particulier.

### Liens taxonomiques
- Biolib